# Bryn Bras Castle
Bryn Bras Castle er et country house, der liggepå den gamle vej mellem Llanrug og Llanberis i Caernarfon, Gwynedd. Lokalt kende den som Clegir road.
Den blev opført i nyromansk stil mellem 1829-1835 på samme sted, hvor en tidligere struktur havde stået, af arkitektt Thomas Hopper til Thomas Williams (1795–1874), der var jurist.
Den blev købt af akaptajn Capt. Frank Stewart Barnard, High Sheriff of Caernarvonshire i 1903-1904, i 1897, der boede her til sin død i 1917. Senere blev det ejet af oliemillionæren Duncan Elliot Alves (1870–1947), der var borgmester af Caernarvon i seks år og High Sheriff i couniet fra 1931–32. Efter Alves' død i 1938 skiftede bygningen ejer flere gange, og meget af det omkringliggende jord blev solgt.
Stedet blev brugt til det første motorcykel Dragon rally i 1962, og huset er siden blev ombygget til lejligheder.
Bryn Bras Castle blev Listed building af anden grad i 1968, som følge af sit interiør og sin aritektur.